# Steen Gade
Steen Gade (født 9. april 1945 i Troldhede) er en dansk politiker og tidligere medlem af Folketinget for Socialistisk Folkeparti senest fra 2007 til 2015 og tidligere direktør for Miljøstyrelsen. 
Folketingsmedlem for Ringkøbing Amtskreds fra 8. december 1981, for Fyns Amtskreds fra 21. september 1994 – 28. maj 1999, og for Viborg Amtskreds fra 8. februar 2005 til 13. november 2007.
Født 9. april 1945 i Troldhede, søn af overlærer Ejnar Steensgaard Gade og husmoder Astrid G.
Folke- og mellemskolen, Thisted Borgerskole, 1952-61. Student fra Thisted Gymnasium 1964. Lærer, Herning Seminarium, 1975. Lærer i folkeskolen 1969-79. Konsulent for Socialistisk Folkeoplysningsforbund (SFOF) 1979-81, formand 1982-89.
Bestyrelsesmedlem i Minavisen og i Socialistisk Dagblad 1975-80, formand 1980-81. Formand for forlaget Socialistiske Perspektiver 1982-85. Medlem af repræsentantskabet for Mellemfolkeligt Samvirke fra 1982. Formand for SF i Odense 1971-74. Medlem af partiets hovedbestyrelse 1972-74 og igen fra 1978 samt af partiets forretningsudvalg 1982-84 samt fra 1991. Medlem af Folketingets Europaudvalg (tidligere Markedsudvalg) 1982-97. Næstformand i SF's folketingsgruppe fra 1990 og gruppeformand 1991-97. Formand for Folketingets miljøudvalg fra 1994-1999.
I 1998 initiativtager til organisationen Nyt Europa.
Steen Gade blev af daværende miljøminister Svend Auken i 1999 ansat som direktør i Miljøstyrelsen, men fratrådte stillingen i 2003 efter eget udsagn som følge af nedskæringer på miljøområdet.
Partiets kandidat i Middelfartkredsen fra 1971, i Odense Sydkredsen fra 1973, i Skjernkredsen fra 1975, i Herningkredsen fra 1977 og i Odense Østkredsen fra 1994, i Skivekredsen fra 2005 og for tiden i Silkeborg Sydkredsen.